# 旅行代理商註冊處
旅行代理商註冊處（英語：Travel Agents Registry，縮寫：TAR）是中華人民共和國香港特別行政區政府文化體育及旅遊局旅遊事務署轄下的已解散部門，專責執行《香港法例》第218章《旅行代理商條例》和管理旅遊業賠償基金，並提供更佳的政策支援，以推動香港的旅遊業。該署的任務是有效監管旅行代理商，維護外遊港人及訪港旅客的權益，以及提升香港作為全球友善待客城市之美譽。
該部門於1985年12月成立，前任旅行代理商註冊主任為陳劍強，副旅行代理商註冊主任為伍偉成及陳運薇。該部門已經於2022年9月起解散，相關職能已移交給香港法定機構旅遊業監管局。

## 歷任首長

### 旅行代理商註冊主任
- 楊毅顯
- 李金忠
- 許先振
- 何靈光
- 鄭重慶
- 方培成
- 歐浩華
- 陳劍強

## 外部連結
- 香港特別行政區政府 旅行代理商註冊處 （页面存档备份，存于）